# لاضية
لاضية (بالإنجليزية: Luddite) هي حركة اجتماعية ثورية ظهرت في إنجلترا مع بدايات الثورة الصناعية في أوائل القرن التاسع عشر. تأسست هذه الحركة على رفض إدخال التكنولوجيا الحديثة، وبوجه خاص الآلات الصناعية، التي بدأت تحل محل العمال المهرة وتُهدد مصادر رزقهم.

## البداية
مع بداية الثورة الصناعية في أوروبا وانتشار الآلات التي تحل محل العمال في مصانع الصوف وتنجز ما يتطلب أسبوعا من العمل اليدوي، هددت هذه الالات مصدر رزق عمال كثيرين وهددهم شبح البطالة، فأسس الجنرال نبد لاض حركة تدافع عن هؤلاء العمال سميت باللاضية
و بدأ الللاضيون في مهاجمة المصانع في يوركشاير ونوتنجهام في عام 1811 وتحطيم الألات التي قطعت أرزاق العمال، وكانوا لا يمسون شيئا أخر غير الألات وإذا ما هددتهم الحكومة أختفوا بين الغابات
استمر عدد اللاضيون في الازدياد وقارب عددهم الألف شخص، وهاجموا أكثر من ثلاثين مصنعا وحطموا أكثر من أربعمائه آلة
وكان لللاضية حياة قصيرة نسبيا. حيث سريعا ما أدرك العديد من القادة العماليين أن الآلات لم تكن عدوهم الحقيقي بل رجال الأعمال الإستغلاليين. عرفت بريطانيا العظمى أربعة موجات لاضية بين 1811 و 1816 ومن تم انتقل وانتشر في جميع أنحاء أوروبا (إسبانيا شهدت ثورة النفط في ألكوي، في 1873).

## النهاية
أحست السلطات البريطانية بالخطر ورأت في الاضية مقدمة لثورة محتملة، فملات لندن الجواسيس والمخبرين ورصدت مكافأة كبيرة لمن برشد عنهم، وأصدرت قانونا يرفع عقوبة من يحطم الألات إلى الأعدام.
و بعد هذه الأجرائات تمكنت الشرطة من القبض على قائدهم نيد لاض وقدم للمحاكمة وحكم عليه بالأعدام وتم نفي الباقيين.